# Instalaciones industriales de Bacardí en México

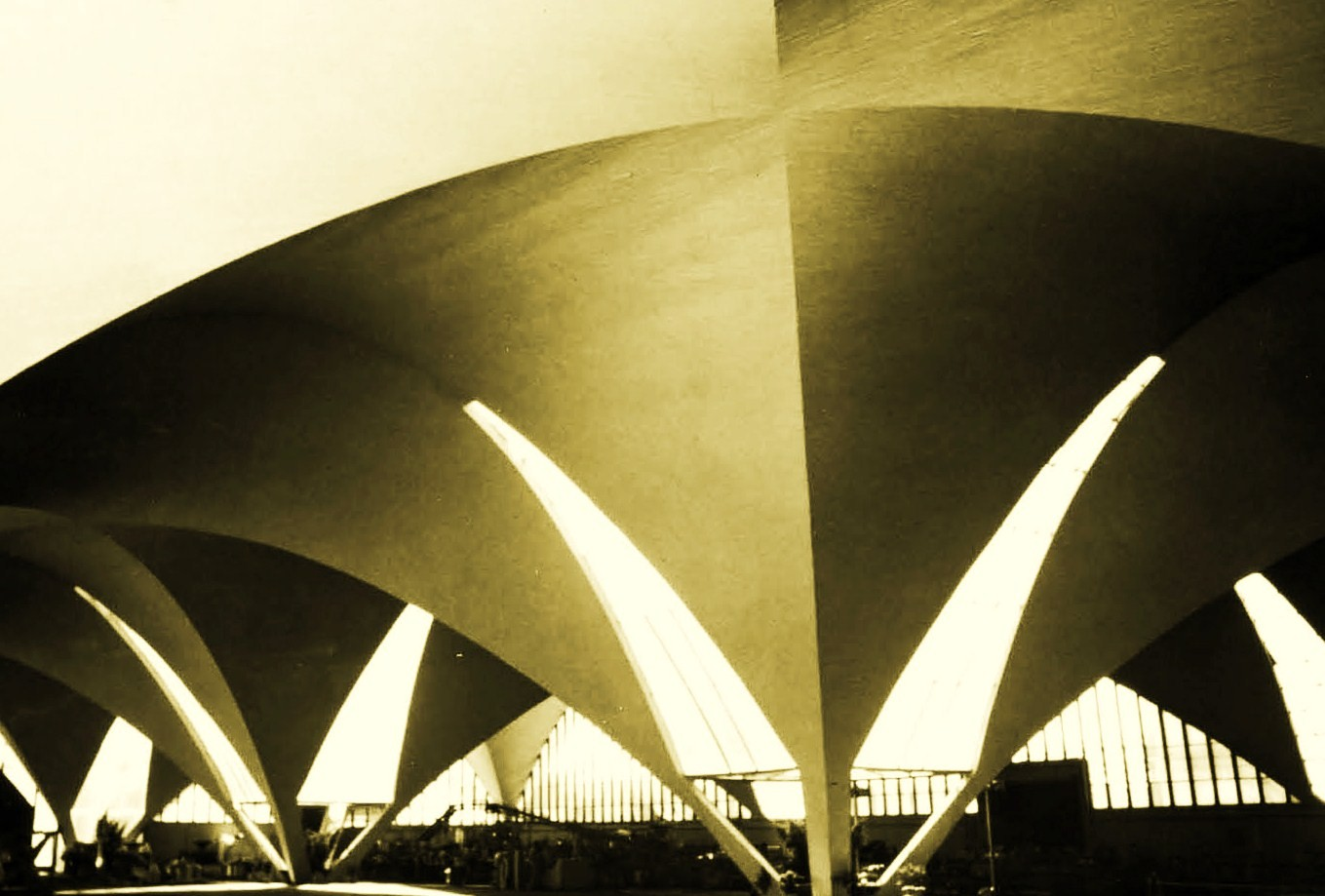
Planta Embotelladora.

Las Instalaciones industriales de Bacardí es una zona industrial localizada en Tultitlán, Estado de México, México. El edificio administrativo estuvo a cargo del arquitecto alemán Ludwig Mies van der Rohe, mientras que la embotelladora, las áreas de comedor, el centro de reuniones, las destilerías y demás espacios de la planta fueron obra del arquitecto de origen español Félix Candela.

## Edificio administrativo
Entre 1957 y 1961 Ludwig Mies van der Rohe proyectó las oficinas, el edificio es de planta rectangular de 52 metros de largo y 27 metros de ancho, con 8 metros de altura distribuidos en dos plantas.

### Descripción
La planta baja es un gran vestíbulo abierto con dos escaleras simétricas que conducen a la planta alta, bordeando el espacio del hall central en doble altura. Alrededor del espacio vidriado del hall se encuentra una galería perimetral semicubierta. El hall gravita sobre su eje vertical pero recibe luz solo por los lados. El espacio se desparrama visualmente hacia el exterior. En planta alta, una galería envuelve el hueco de la doble altura. Aquí se ubican las oficinas administrativas y las salas de reuniones, separados por paneles móviles.
La estructura rectangular de la planta baja y el primer piso está sostenida por pilares metálicos que liberan el área de la planta, compuesta por espacios fluidos, sin divisiones; el piso de mármol travertino fue diseñado con precisión matemática para evitar desajustes en el ensamble. Los muros consisten en cristales que ocupan toda su altura. La obra destaca por la composición rígidamente geométrica y la ausencia total de elementos ornamentales. Su poética radica en la sutil maestría de las proporciones y en la elegancia exquisita de los materiales, que sugieren transparencia y reflejos.

## Planta Embotelladora
Diseñada por Félix Candela entre 1958 y 1960, inicialmente sólo se construyeron tres bóvedas, añadiéndose en 1971, en una segunda fase, otras tres del mismo tamaño y tipología, cuya supervisión estuvo a cargo de los hermanos del arquitecto.

### Descripción
La cubierta original de la embotelladora estaba compuesta por tres bóvedas (paraboloides hiperbólicos), adyacentes con aristas de 4 cm de espesor y techos volados de 2,50 metros por los lados. Cuatro claraboyas llenan los vacíos entre los depósitos adyacentes y terminan de cuadrar la estructura pero no aportan suficiente soporte para el cascarón de las cubiertas.
Cada una de las cuatro esquinas se apoya en una pierna que transfiere las cargas de las bóvedas a los cimientos, los cuales a su vez descargan verticalmente el peso en el terreno. Lazos de acero conectan los cimientos para que aguanten las fuerzas horizontales, estos refuerzos están completamente ocultos a la vista, tanto en el interior como en el exterior.
Los arcos están situados directamente sobre las paredes de cristal para asegurar que en el caso de cargas de viento inesperado la concha sea lo suficientemente rígida como para no permitir el movimiento de los cristales. Del mismo modo, los marcos de las costillas de refuerzo de las claraboyas están fijados a las bóvedas que los rodean. 